# 742
Cette page concerne l'année 742  du calendrier julien. Pour l'année 742 av. J.-C., voir 742 av. J.-C.
L'année 742 est une année commune qui commence un lundi.

## Événements
- Mars : Hunald Ier, duc d’Aquitaine et de Vasconie qui s'est révolté à la mort de Charles Martel, est attaqué par Pépin le Bref et Carloman à Bourges puis au château de Loches qui est détruit. Hunald ne se soumet pas et les laisse ravager le pays[1]. Après s'être partagé le royaume à Vieux Poitiers[2], Pépin et Carloman marchent sur les Alamans révoltés et les soumettent[3].
- Avril - mai[4] : le gouverneur d'Égypte Handhala ben Safwan intervient au Maghreb contre les Berbères kharidjites révoltés et les bat en deux batailles à Al-Qarn et à El-Asnam (Chlef en Algérie actuelle) alors qu'ils menaçaient Kairouan[5].
- Mai : victoire près de Sardes de Constantin V sur Artavasde, qui retourne à Constantinople[6].
- Août : traité de Terni entre le pape Zacharie et le roi des Lombards Luitprand[7]. La paix est conclue et Luitprand rend au pape les villes de Ameria (Amelia), Horta (Orte), Polimartium (Bomarzo) et Blera prises en 739[8].
- 1er octobre : Chrodegang, ancien chancelier de Charles Martel est nommé évêque de Metz (fin en 766). Conseiller de Pépin le Bref. Réformateur, il édicte une règle pour le clergé séculier[9].

- Abou Qurra constitue le royaume sufrite de Tlemcen (742-789) dans le Maghreb central[10].
- Teodato Ipato est élu doge de Venise. Il transfère le siège ducal d'Eraclea à Malamocco[11].
- Des Slaves combattent les Francs aux côtés des Bavarois[12].
- Dernière peste en Occident avant le XIVe siècle[13].
- Première mention écrite de la ville d'Erfurt dans une lettre de Boniface de Mayence au pape Zacharie dans laquelle Boniface demande la confirmation de la création de l'évêché d'Erphesfurt[14].

## Naissances en 742
- 2 avril : Charlemagne (742 est une des dates probables[15] ; Le 2 avril 748 est souvent retenu).
- Ibrahim Mawsili, musicien arabe, à Kufa[16].

## Décès en 742
- Erkembode, moine bénédictin à Saint-Omer[17].